# 宗教2世
宗教2世（しゅうきょうにせい）とは、家族（両親など）が宗教を信仰している家庭で生まれ育ち、家族（両親など）の意思で幼い頃から宗教に入信させられている人達のことを指す。「2世信者」とも呼ばれる。
宗教2世を巡っては様々な問題が表面化しており、それらは「宗教2世問題」と呼ばれる。こうした問題はカルトに限らない。

## 概要
宗教学者の塚田穂高は、日本の総人口は約1億2千万人であり、そのうち宗教に対して自覚的な信仰を持つ人は1割から3割といわれることから、日本国内で「宗教2世」は少なくとも数百万人は存在すると推測している。
宗教2世の人の中には、親の信仰心による多額の献金などにより、家庭が経済的に困窮したり、親が宗教活動にのめり込んで数か月姿を消したことによるネグレクト（育児放棄）を受けて苦しんでいる人がいることが当事者などによる証言で明らかになっている。また、親により意思表示ができない幼い子供（赤ちゃん）の頃から特定の宗教に入信させられるなど、親から特定の宗教の非常識な教義を押し付けられて苦しんでいる。その実例としては、「テレビの視聴を禁止する」、「漫画を読むことを禁止する」、「友人の誕生日会への参加を禁止する」、「異性との自由な恋愛を禁止する」、「他宗教の寺院や神社などに参拝することを禁止する」、「クリスマスなどの他宗教の行事に参加することを禁止する」などの「親が子供の日常生活を極端に制限する」などの事例が挙げられる。
宗教2世の中には、布教活動などにより、大学への進学や会社への就職などを妨げられたケースや、教祖が命名した珍しい名前を一生背負っているケース、教祖の血が入っているとされているワインを無理矢理飲まされたケース、手術時における輸血の受け入れを拒否したケースなどもある。
また、その宗教団体から脱会できたとしても、親と縁を切ることになるため、保証人などが求められる就職や住まいの転居などの面で支障が出ることも多いことから、やむを得ず、表面上だけ信仰を続けている2世信者もいる。
2024年（令和6年）4月にこども家庭庁が児童相談所や教育機関などを対象として実施した実態調査では児童相談所への宗教虐待に関する相談は2022年（令和4年）4月からの1年半で47件、救命救急センターでの宗教的理由による輸血拒否は2023年（令和5年）9月までの3年間で20件、それぞれあったことが報告された。

## 日本国憲法「信教の自由」の弊害
海外では既に1990年代から問題視されており、宗教2世に対する研究や対応も行われている。しかし、日本では　日本国憲法第20条（信教の自由）を根拠に、「国家や大学など公的機関は信仰の領域に踏み込んではならない」こととされてきた。そして、クリスチャン新聞によると日本において、「信教の自由」とは子どもの信教の自由というよりも、親の宗教教育の自由のようになっていたため、法律や行政が「子どもへの信仰継承を規制しようとすること」は、「信教の自由の侵害」という憲法違反（違憲）であるとされてきた。
行政機関である地方自治体の窓口やホットラインに児童虐待や生活支援を相談しても、宗教2世問題は憲法で規定された信教の自由が絡んでくることもあり、基本的に介入されてこなかった。宗教2世問題は、生活保護やドメスティックバイオレンス（DV）などとは異なる対応をされるケースが多く、「行政は宗教問題には介入できない」「家族のことはまず家族で話し合って」などと言われて門前払いとなったり、親から逃れる目的で転居先の住民票閲覧に制限を掛けるよう申請しても、「それは親子の問題だ」として拒否された事例もある。
そして、霊感商法関連の問題が話題の中心となった際にも、憲法で国家に義務付けられた信教の自由だけでなく、被害者の個人情報保護の問題もあった。そのため、以前から児童相談所において、宗教2世などに対する宗教虐待関連の通報や相談が相次ぎ、問題視されていたにもかかわらず、それらを防止する議論さえも後述の元内閣総理大臣の安倍晋三への銃撃事件が発生するまで、対応が一切されてこなかった。
2022年（令和4年）7月の「安倍晋三銃撃事件」後も大学のサークル活動などがカルト宗教の絶好の勧誘の場となっている。大学のカルト宗教の規制が進まない背景には、カルト宗教の勧誘を行う学生が2世信者だった場合に、信教の自由を侵害（人権侵害）していると大学に対して民事訴訟を起こされる危険性の存在がある。各大学への調査によると憲法第20条「信教の自由」を背景に、「注意喚起は行っているが、具体的な団体名を出したり、宗教を否定したりするような表現はとれないため、学生に伝わりにくくなってしまう」「チラシのような証拠がなく、カルト宗教かどうか特定できない」「憲法で認められている信教の自由に反する行為とみなされる可能性もあり、慎重な対応が必要」など課題もあり、対応は後手に回りがちなままである。
以上のように憲法解釈の点から、行政や公的機関の不介入などに発展し、どうにもならない劣悪な状況に宗教2世を追い込んでいた。つまり宗教2世問題は、単に宗教側だけの原因による問題ではなく、憲法の信教の自由を背景とした行政や企業、大学などそれを取り巻く社会一般の対応をも含んでいる。

## 主な事例

### 旧オウム真理教
1995年（平成7年）にオウム真理教が起こした地下鉄サリン事件（オウム真理教事件）に伴い、1995年に警察が行った強制捜査により、日本各地の児童相談所で一時保護されたオウム真理教の信者の子供に対して健康診断を行った結果、オウム真理教の信者の子供の多くが劣悪な環境下に置かれていたこともあり、貧血や栄養不良などの子供が相次いだほか、身長も同年代の平均値を下回る子供が多かったことが、2023年に毎日新聞が山梨県に対して行った情報公開請求で明らかとなった。
地下鉄サリン事件発生から30年が経過した2025年（令和7年）時点でも、オウム真理教に居たことを隠したり、社会のルールを学ぶのが遅れたために日常生活において苦しんでいる元信者の子供も多いとされている。

### 世界平和統一家庭連合（旧統一教会）

#### 安倍晋三銃撃事件の実行犯
2022年（令和4年）7月8日に安倍晋三銃撃事件が発生すると、その実行犯の男（1980年（昭和55年）生まれ）の家庭環境が注目された。
男の母親は夫（男の父親）の死や息子（男の兄）の病気を契機として、1991年（平成3年）頃に世界平和統一家庭連合（当時は世界基督教統一神霊協会、旧統一教会）に入信し、多額の献金を行っていた。男の母親による献金額は1億円を超えるともいわれ、それゆえ家庭が経済的に崩壊した。男は進学校の公立高校に通っていたが、家庭の経済的な困窮により、大学進学を断念せざるを得ず、2002年（平成14年）に海上自衛隊に入隊する。
男の父親は、過労とアルコール依存症によるうつ状態の末に、男が4歳だった1984年（昭和59年）に自殺していた。また、男には兄と妹がいたが、兄も癌（がん）で闘病の末、2015年（平成27年）に自殺した。さらに、男自身も海上自衛隊に勤務していた時代の2005年（平成17年）に、兄妹の経済的な困窮を伝え聞き、「兄と妹に自分の生命保険金を渡そうと思った」との理由から自殺未遂を起こしている。このとき、男の母親は旧統一教会の行事のために訪韓中で、男の伯父から息子の自殺未遂の連絡を受けても、日本には帰国しなかった。
男は犯行について、旧統一教会への「積年の恨み」によるもので、教団と深い繋がりのある安倍晋三元首相を狙ったと供述をした。また、男は自身の過去について、「私と統一教会の因縁は約30年前にさかのぼります。母の入信から億を超える金銭の浪費、家庭崩壊、破産…この経過と共に私の10代は過ぎ去りました」「その間の経験は私の一生をゆがませ続けたと言って過言ではありません」と語っている。
男の母親は事件後も旧統一教会を脱会せず、依然として信仰し続けている。

### エホバの証人
エホバの証人では脱会者が出ると、その家族に対し、脱会者との連絡を禁じる指導をおこなっているとされ、家族関係の断絶を恐れて脱会出来ない事例が多い。

#### 信者による輸血拒否問題
エホバの証人の場合は、「輸血の禁止」の宗教の「教義」がある。「血を食べてはならない」などの聖書の言葉に従い、医療行為の場面で輸血の受け入れを拒否しているとしており、実際に1985年に神奈川県川崎市で発生した交通事故では、ダンプカーにはねられて重傷を負った男児が病院に搬送されたが、親がエホバの証人の信仰を理由に輸血を拒否したため、大怪我をした男児が死亡した事例がある。
2023年に毎日新聞が日本小児科学会の中核病院小児科として登録されている119病院を対象にアンケートを行ったところ、55病院から返答があり、2013年からの10年間で宗教を理由とする子供への医療拒否があったと答えた病院が18病院（計48件）あり、その内の13件が輸血を理由とした治療拒否だったとしている。
最高裁判所はエホバの証人輸血拒否事件を巡る裁判で、宗教上の信念に基づいて輸血を拒否することを患者の権利と認める判断を、2000年に出している。一方で日本輸血・細胞治療学会や日本赤十字社系列の病院などは宗教上の教義などを理由に患者本人やその親などが輸血を拒否しても生命の危険があり、輸血以外で救命する手段が無い場合は輸血行為を実施するとの指針を公表している。前述の毎日新聞のアンケートにおいても、31の病院が宗教などを理由として親の同意が得られない場合でも生命の危険がある場合は輸血や治療を行うことを明らかにしており、50の病院で独自の指針があると回答している。
厚生労働省は2022年12月に自治体向けの新指針を策定し、信者の親を持つ「宗教2世」への児童虐待（医療ネグレクト）防止のために、輸血を含めた「必要な医療を受けさせないこと」も虐待に当たると明記した。なお、エホバの証人の日本支部は、新指針について批判する趣旨の文書を提出している。
なお、エホバの証人の日本支部は「（本団体の）特定の人が、輸血を拒否するよう、誰かに強制することはありません」とのコメントを出している。

#### 鞭打ち体罰問題
2021年9月にエホバの証人の元2世信者有志が行ったインターネットアンケートで信者に対し、宗教の理由によるしつけの一環で「鞭打ち」と称した体罰に遭ったかどうか調査したところ、回答者の225人中、217人が「鞭打ちの体罰」を受け、その内の75%が未就学児の頃から被害に遭い、「中学生までたたかれた」とする10代からの回答もあった。大半が母親から「鞭打ち」の体罰を受け、中には大人になった後に自身の子供に対して、鞭でたたいたと回答した者も8人いた。
なお、1990年代以降にエホバの証人の2世信者で「鞭打ち」をした後に抱きしめられたという回答も47件あったが、アンケートを行った主催者は「愛しているからムチ打ちをするんだというDVなどと同じ『心のコントロール』（心の支配）だ」として、この行為を批判している。
この問題に対して、エホバの証人の日本支部は「（本団体は）児童虐待を容認していない」とのコメントを出している。

#### 性的虐待
2023年11月、エホバの証人の元2世信者などで構成している「JW児童虐待被害アーカイブ」は信者や「長老」と呼ばれている地域責任者などから性的被害を受けたとする訴えが複数申告されており、中には未成年時に性的被害を受けたとする訴えもあったことを明らかにした。
エホバの証人は「信憑性が不確かな情報についてコメントできない」としながらも「長老たちは児童虐待に関する訴えや報告を聞いた場合、当局に通報するよう求める法律に従う。特に児童に対する性的虐待は極めて邪悪な行為であり、そうした行為を憎悪している」とのコメントを出している。

### 創価学会

#### 福岡5歳児餓死事件
2021年3月に福岡県篠栗町で5歳の男児が十分な食事を与えられず、2020年4月に栄養失調で餓死していたことが判明したとして、5歳の男児の母親Bと母親の知人Aを保護責任者遺棄致死の容疑で逮捕した。
その後、2021年3月に発行された週刊誌『週刊新潮』によると、ママ友Aと死亡した5歳の男児の母親Bは当時、共に創価学会員であり、ママ友Aは男児の母親Bをマインドコントロールや洗脳し、母子の生活費や食費を全て管理し、精神面でも完全に支配下に置いていた。ママ友Aが男児の母親Bの夫の浮気話を捏造し、男児の母親Bは離婚にまで至ったという。ママ友Aは男児の母親Bの離婚後に男児の母親Bが受給し始めた生活保護費も搾取し、計1200万円も搾取したという。ママ友Aの搾取のせいで、男児の母親Bは子ども達の給食費が支払えなかったという。2020年4月に5歳の男児は十分な食事を与えられずに栄養失調で餓死した。ママ友Aの知人によれば、5歳の男児の葬儀代は創価学会が支払った代わりに、香典は創価学会に渡したとママ友Aは話しているという。これに対し、地元の古参の創価学会員はママ友Aはたしかに創価学会員であるが、香典を創価学会に渡したのは嘘であると話しているという。男児の母親Bの代理人の弁護士によれば、男児の母親Bはママ友Aに勧誘されて創価学会に入会したが、男児の母親Bは現在は創価学会を退会した。
2022年10月に福岡高等裁判所で男児の母親Bの懲役5年判決が確定した。2023年3月に福岡高等裁判所で主犯のママ友Aの懲役15年判決が確定した。

## 宗教別の宗教2世当事者

### 旧統一教会
- 小川さゆり（仮名） - 両親が合同結婚式で結ばれており、旧統一教会でいう「祝福2世」や「神の子」として育てられた[60][61][62][63][64][65]。20歳の時に家出して、旧統一教会を脱会した。『小川さゆり、宗教2世』の著者[66]。
- あおいうに - 本人曰く、母が統一教会の信者で、幼い頃より貧乏を強いられる生活だった[67]。

### エホバの証人
- 田中広太郎 - 弁護士。「エホバの証人問題支援弁護団」弁護団事務局のメンバー[20]。

- 横道誠 - 文学者[68][69]、文学博士、京都府立大学（文学部）准教授。2020年から宗教2世の当事者が思いを語り合う自助グループをオンライン上で主宰している[70][71]。宗教2世に関する複数の著書を執筆し、宗教2世問題の実態を伝えている[72]。横道は、宗教2世問題への対処として、自助グループや当事者研究だけでは根本的な解決は難しいと指摘している[73]。その理由は、宗教2世問題には教団や親（教団との関係では被害者）という明確な加害者がおり、自助グループでは問題解決の責任を宗教2世の当事者に帰してしまう恐れがあるためである[73]。そのため、宗教2世問題の解決には法制度を整備し、自助グループはメンタルヘルスの救済に特化すべきだと主張している[73]。

- 梅村みずほ – 政治家（参議院議員）、元フリーアナウンサー・タレント。2022年11月18日の参院本会議で、自身が宗教2世であることを公表し、母親が宗教に傾倒したことで家庭崩壊を経験したことや、心の隙間から人がマインドコントロールされていく過程を目の当たりにしたことを語った[74]。当初は宗教団体名を明かしていなかったが[74]、2023年5月18日の参議院法務委員会で、エホバの証人であることを明らかにした[75]。

- いしいさや - 漫画家。『よく宗教勧誘に来る人の家に生まれた子の話』の著者[76][77][78]。

- たもさん - 漫画家。マンガ『カルト宗教信じてました。「エホバの証人2世」の私が25年間の信仰を捨てた理由』の著者[79]。

- iidabii - 詩人。宗教2世問題を扱った詩を歌う[80]。

- 関口誠人 - シンガーソングライター[81]。

### 幸福の科学
- 大川宏洋 、芸名「宏洋（ひろし）」 - YouTuber[82][83][84]。幸福の科学総裁・大川隆法の長男[82][85][84]。次期総裁候補として育てられていたが、現在は幸福の科学を脱会している[82][83][85][84]。

- 清水富美加（法名・千眼美子） - 女優、宗教家[86][87][88][89][90]。清水は、幸福の科学の信者である両親の影響で、幼少期から幸福の科学の信者だった[91][87][88][89][90]。

### 創価学会
- 長井秀和 - 両親の世代からの創価学会員の家庭で生まれ育った。2012年（平成24年）42歳の時に、幼い頃から入会していた創価学会を脱会した[92]。

- 麻生泰 - 両親の世代からの創価学会員の家庭で生まれ育った[93]。

- 菊池真理子 - 漫画家。幼い頃から父親がアルコール依存症で、母親が熱心な創価学会員という家庭で育った。菊池が中学生だった頃に母親が自殺した[94][95]。そのような経験から、菊池は宗教に対して強い疑問を抱くようになった。漫画『「神様」のいる家で育ちました 〜宗教2世な私たち〜』の著者[96][97][98][99][100][101]。

- 正木伸城 - 文筆家、出版物の編集者。父親は創価学会の元理事長（ナンバー2の役職）を務めた正木正明。2016年（平成28年）に創価学会の本部職員を退職した。ただし、創価学会は脱会していない[102][103][104]。『宗教2世サバイバルガイド』の著者[105]。

- もこう - ゲーム実況者、YouTuber、声優、俳優、元プロゲーマー。学会活動には積極的に参加しておらず、幽霊会員だとしている[106]。
- 知久寿暁 - ミュージシャン、フォークバンド「たま」の元メンバー。両親共に熱心な創価学会信者で、集会等に参加させられていたことが苦になり16歳の時に家出した後、紆余曲折を経て脱会した[107]。

### その他
- 吉川ひなの - モデル、タレント、女優。2023年6月8日に刊行した著書『Dearママ』において、幼少期は母が信仰する宗教の教義に基づき「誕生日やクリスマスを祝ってもらえなかった」「学校の校歌を歌えなかった」「知人の葬式へ参列できなかった」「革のベルトで臀部を叩かれるなどの仕打ちを受けていた」「輸血を禁じられていた」等を告白した[108][109][110]。同著書において、カルト認定されている宗教団体である旨記載しているが、具体的な団体名は明らかにしていない[110]。

- まりてん - 風俗嬢、YouTuber。具体的な団体名は明らかにしていないが、キリスト教が母体の新興宗教の家庭で育ったことを明らかにしている。祝い事や異性間での交際、神社・仏閣への訪問などを制限されていたとしている[111]。

- 太田光代 - 芸能事務所「タイタン」社長、タレント、お笑いコンビ「爆笑問題」の太田光の妻。具体的な団体名は明らかにしていないが、新興宗教信者である母親の元で育ったことを明らかにしている[112]。

## 宗教2世を扱った作品

### 映画
- カナリア（シネカノン、2004年公開、監督：塩田明彦）
- 獣道（サードウィンドウフィルムズ、2017年公開、監督：内田英治）[113]
- 息衝く（team judas2017、2018年公開、監督：木村文洋）[114]
- 星の子（東京テアトル、2020年公開、監督：大森立嗣）[注 6][115]
- REVOLUTION+1（2022年公開、監督：足立正生）安倍晋三銃撃事件の犯人をモデルにした架空の伝記映画

### テレビドラマ
- NHKスペシャル「神の子はつぶやく」（日本放送協会（NHK）、2023年放送、脚本：川恵実・野田慈伸・柴田岳志）[116][117]

### ドキュメンタリー
- 『生まれたときから宗教2世の信者として育ち、生き方の選択肢を持てなかった女性の想いと現在』【ハートネットTV】、NHK Eテレ - 2023年10月放送。
- NHKスペシャル『親に信仰を強いられた人生と向き合う“宗教2世”』シリーズ“宗教2世” ドキュメント“宗教2世”を生きる、NHKテレビ - 2023年12月放送。

### ラジオ
- 『荻上チキ・Session』「シリーズ・宗教2世」（TBSラジオ） - 2022年11月に番組を『宗教2世』として書籍化。特集を中心に大幅な増補を加え、「社会調査支援機構チキラボ」による当事者大規模調査を行う[118]。
  - 「（2022年8月23日）特集：『宗教二世』を孤立させないために何が必要なのか【出演】横道誠[119]」**「（2022年9月5日）特集：シリーズ・宗教2世を考える～改めて知る、その実態と課題」【出演】櫻井義秀[120][121]」**「（2022/09/08）特集：シリーズ・宗教2世を考える～ジャーナリスト・鈴木エイトさんの取材報告【出演】鈴木エイト,黒沼クロヲ（旧統一教会2世）[122]」**「（2022年11月1日）特集：チキラボ調査報告～宗教2世の実態とは【出演】横道誠[123]」**「特集：当事者と考える『宗教2世』その現状と課題【出演】山本サエコ,ちざわりん,夏野なな」（2022年12月2日）[124]」**「特集：安倍元総理銃撃事件からあすで1年。改めて、当事者と考える『宗教2世』【出演】ちざわりん（宗教2世支援センター陽だまり）,山本サエコ（宗教2世問題ネットワーク）」（2023年7月7日）[125]」**「特集：エホバの証人の児童虐待、実態調査から見えたものとは～【出演】田中広太郎,夏野なな（元エホバの証人3世）」（2023年12月1日）[126]」。

### 漫画
- 『よく宗教勧誘に来る人の家に生まれた子の話』（講談社、2017年、著者：いしいさや）[78]

- 『カルト宗教信じていました。「エホバの証人2世」の私が25年間の信仰を捨てた理由』（彩図社、2018年、著者：たもさん）[127]

- 『「神様」のいる家で育ちました 〜宗教2世な私たち〜』（文藝春秋、2022年、著者：菊池真理子）[注 7][130]

- 『ゴッダリアン』（講談社、2024年、著者：要マジュロ）[131]

### エッセイ
- 『人を好きになってはいけないと言われて』講談社、2002年、大沼安正（旧統一教会2世）[注 8][34]
- 『カルト村で生まれました。』文藝春秋、2017年1月、高田かや（ヤマギシ会2世）[132][133]
- 『カルトの花嫁:宗教二世 洗脳から抜け出すまでの20年』合同出版、2022年、冠木結心（旧統一教会2世）[134]
- 『小川さゆり、宗教2世』小学館、2023年、著者：小川さゆり（旧統一教会2世）[135]
- 『宗教2世サバイバルガイド』（ダイヤモンド社、2023年6月27日、著者：正木伸城（創価学会2世）

## 関連文献
- 『カルトの子――心を盗まれた家族』米本和広:著（文藝春秋、2000年12月）。オウム真理教、エホバの証人、統一教会、ヤマギシ会などを取材し、児童虐待の実態を描いたルポルタージュ[73]
- 『カルト宗教――性的虐待と児童虐待はなぜ起きるのか』紀藤正樹, 山口貴士:著（アスコム、2007年3月）[73]